# Оліївка (Житомирський район)
Олі́ївка (до 1963 року — Голіївка) — село в Україні, у Житомирському районі Житомирської області. Населення становить 1,9 тисяч осіб. Колишній адміністративний центр — Оліївська сільська рада.

## Історія
У 1906 році Гоголієвка, село Черняхівської волості Житомирського повіту Волинської губернії. Відстань від повітового міста 9 верст, від волості 13. Дворів 56, мешканців 307.
До 7 січня 1963 мало назву Голіївка.
Село постраждало внаслідок геноциду українського народу, проведеного урядом СССР 1932—1933. За даними сільради, внаслідок Голодомору 1932—1933 загинуло 73 чол., імена яких на сьогодні встановлено.

В роки Вітчизняної війни на фронт пішло 106 жителів села, 32 з них загинули.

## Населення

### Мова
Розподіл населення за рідною мовою за даними перепису 2001 року:
| Мова       | Кількість | Відсоток |
| ---------- | --------- | -------- |
| українська | 647       | 97.29%   |
| російська  | 18        | 2.71%    |
| Усього     | 665       | 100%     |

## Галерея

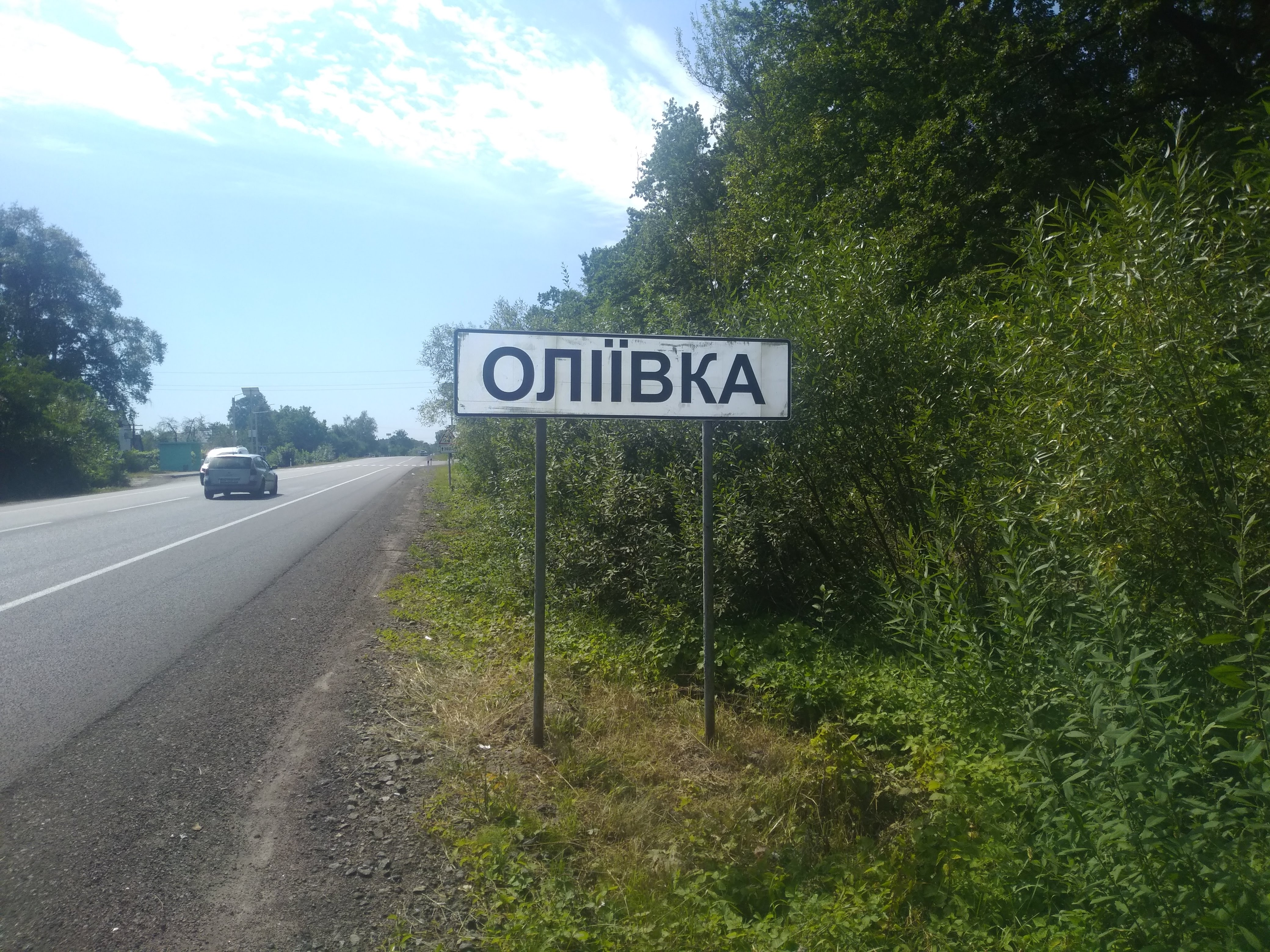
Знак на в'їзді до села
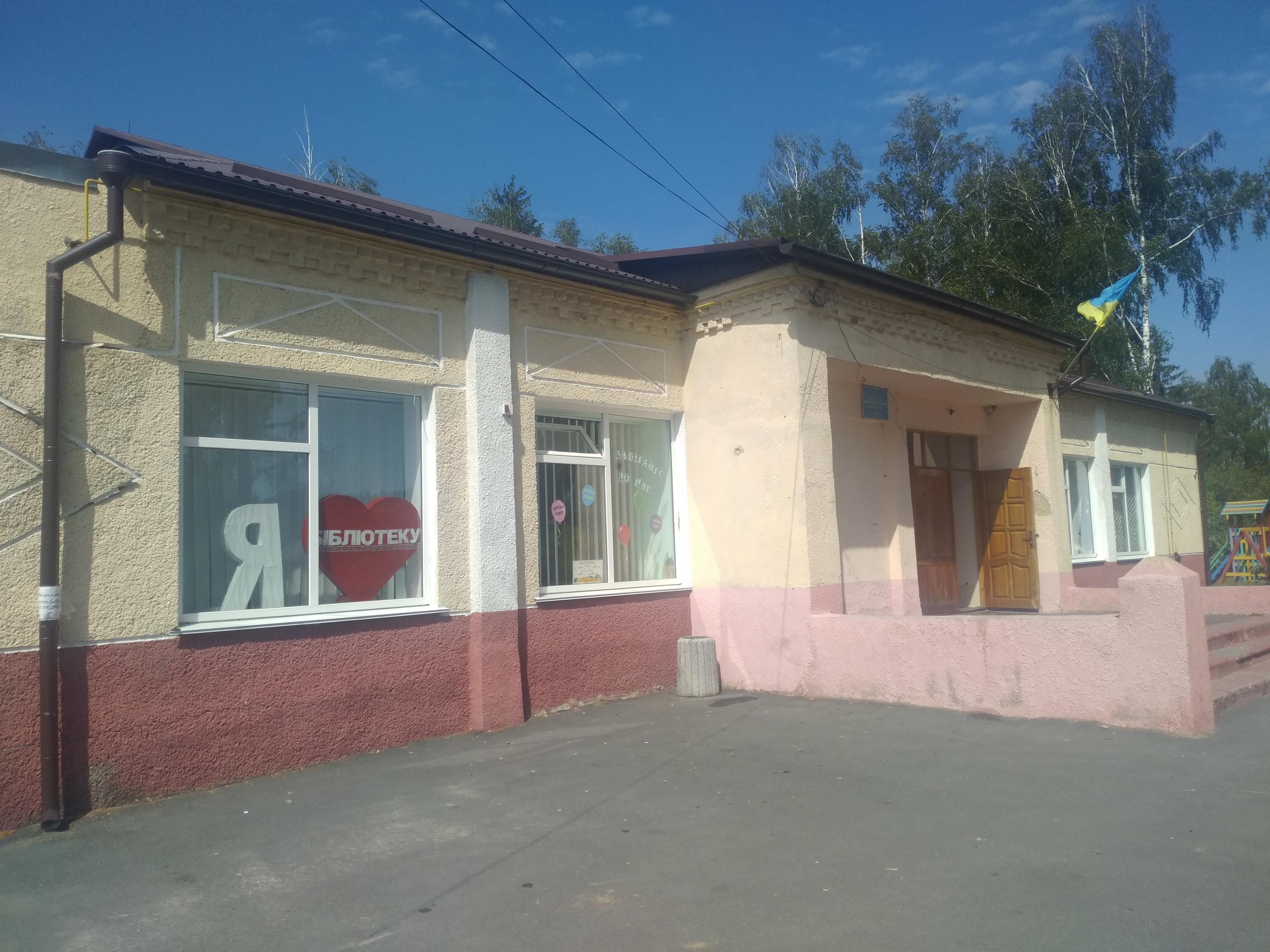
Клуб і сільська бібліотека